# Hohenberg an der Eger
Hohenberg an der Eger, Hohenberg a.d.Eger – miasto w Niemczech, w kraju związkowym Bawaria, w rejencji Górna Frankonia, w regionie Oberfranken-Ost, w powiecie Wunsiedel im Fichtelgebirge, wchodzi w skład wspólnoty administracyjnej Schirnding. Leży w Smreczanach, nad Ochrzą, przy drodze B303 i linii kolejowej Praga – Paryż.
Miasto położone jest 14 km na północny wschód od Wunsiedel i 48 km na północny wschód od Bayreuth, bezpośrednio przy granicy z Czechami.
1 kwietnia 2013 do miasta włączono 7,55 km² pochodzące z dzień wcześniej zlikwidowanego obszaru wolnego administracyjnie Hohenberger Forst.

## Dzielnice
W skład miasta wchodzą dwie dzielnice: 
- Hohenberg an der Eger
- Neuhaus

## Polityka
Burmistrzem jest Dieter Thoma z SPD. Rada miasta składa się z 13 osób:
|      | CSU | SPD | MWG       | Razem |
| 2002 | 6   | 7   | 13 miejsc |       |

## Współpraca
Miejscowości partnerskie:
- Balatonkeresztúr, Węgry od 1991
- Hohenberg, Austria od 1981
- Libá, Czechy od 2007

## Zabytki i atrakcje
- zamek Hohenberg
- Niemieckie Muzeum Porcelany (Deutsches Porzellanmuseum)

## Osoby urodzone w Hohenberg an der Eger
- Kurt Mantel (1905-1982), ekonomista, politolog